# Communauté de communes Centre Tarn
Die Communauté de communes Centre Tarn ist ein französischer Gemeindeverband mit der Rechtsform einer Communauté de communes im Département Tarn in der Region Okzitanien. Sie wurde am 25. Juli 2012 gegründet und umfasst aktuell elf Gemeinden. Der Verwaltungssitz befindet sich im Ort Réalmont.

## Historische Entwicklung
Mit Wirkung vom 1. Januar 2019 gingen die ehemaligen Gemeinden Roumégoux, Ronel, Terre-Clapier, Le Travet, Saint-Antonin-de-Lacalm und Saint-Lieux-Lafenasse in die Commune nouvelle Terre-de-Bancalié auf. Dadurch verringerte sich die Anzahl der Mitgliedsgemeinden auf elf.

## Mitgliedsgemeinden
| Gemeinde                           | Einwohner 1. Januar 2022 | Fläche km² | Dichte Einw./km² | Code INSEE | Postleitzahl |
| ---------------------------------- | ------------------------ | ---------- | ---------------- | ---------- | ------------ |
| Arifat                             | 128                      | 20,28      | 6                | 81017      | 81360        |
| Fauch                              | 604                      | 17,32      | 35               | 81088      | 81120        |
| Laboutarie                         | 508                      | 5,39       | 94               | 81119      | 81120        |
| Lamillarié                         | 510                      | 13,95      | 37               | 81133      | 81120        |
| Lombers                            | 1.090                    | 38,79      | 28               | 81147      | 81120        |
| Montredon-Labessonnié              | 2.080                    | 110,88     | 19               | 81182      | 81360        |
| Orban                              | 337                      | 8,76       | 38               | 81198      | 81120        |
| Poulan-Pouzols                     | 486                      | 11,86      | 41               | 81211      | 81120        |
| Réalmont                           | 3.542                    | 14,33      | 247              | 81222      | 81120        |
| Sieurac                            | 263                      | 8,72       | 30               | 81287      | 81120        |
| Terre-de-Bancalié                  | 1.728                    | 84,14      | 21               | 81233      | 81120        |
| Communauté de communes Centre Tarn | 11.276                   | 334,42     | 34               | –          | –            |